# Isshiki Yoshisada
Isshiki Yoshisada est un nom japonais traditionnel ; le nom de famille (ou le nom d'école), Isshiki, précède donc le prénom (ou le nom d'artiste).
Isshiki Yoshisada (一色義定, décédé le 24 septembre 1582), aussi connu sous les noms « Gorō », « Yoshiari », « Michinobu » et « Yoshitoshi », est un important samouraï de la période Sengoku, fils de Isshiki Yoshimichi.
Il est le 10e chef du clan Isshiki.